# Памятник верхнейвинцам — участникам локальных войн и вооружённых конфликтов
Памятник верхнейвинцам — участникам локальных войн и вооружённых конфликтов — памятник в историческом центре посёлка городского типа Верх-Нейвинского Невьянского района Свердловской области России. Открыт 1 мая 2015 года.

## Расположение
Памятник верхнейвинцам — участникам локальных войн и вооружённых конфликтов расположен южнее площади Революции, рядом с мемориалом верхнейвинцам, павшим в годы Великой Отечественной войны. Параллельно улице Ленина от памятника в сторону улицы Рабочей молодёжи ведут две пешеходные дорожки новой аллеи. Менее чем в 50 метрах, рядом с соседним памятником Прокофию Демидову, расположена автобусная остановка «Демидовская», от которой можно дойти до памятника верх-нейвинским воинам. Подойти к памятнику можно и со стороны площади.

## Композиция
Памятник-обелиск участникам локальных войн и вооружённых конфликтов представляет собой двухметровый гранитный камень, установленный на прямоугольном основании. На лицевой стороне камня прикреплена чёрная памятная доска из габбро с изображением в полный рост русского солдата. Его взгляд устремлён вдаль. В правой руке воин держит автомат, а в левой каску. Солдат стоит на слегка округлой поверхности. Очертания воина и окружающего его пространства оформлены белым оттенком. Под изображением солдата золотистым шрифтом нанесена надпись: «Мужеству, стойкости и чести воинов-земляков, исполнивших свой священный долг в локальных войнах и вооружённых конфликтах». Под надписью тем же золотистым цветом изображены звезда и два колоска по обе стороны от неё.

## История
Памятник посвящён верхнейвинцам — участникам локальных войн и вооружённых конфликтов. Уроженцы и жители Верх-Нейвинского, как и других городов и посёлков страны, участвовали в различных локальных войнах и столкновениях второй половины XX века: конфликте на острове Даманском (1969), Афганской (1979—1989), Первой (1994—1996) и Второй (1999—2000) чеченских войнах. Особо тяжкой была война в Афганистане, где пал смертью храбрых Вячеслав Юрьевич Зимин. Будучи 22-летним юношей, он погиб, но защитил от банды душманов своё подразделение.
Кроме героически погибшего Вячеслава Зимина в Афганской войне принимали участие и другие уроженцы и жители Верх-Нейвинского: Сергей Павлович Агапов, Михаил Николаевич Выров, Александр Викторович Гольцев, Владимир Николаевич Дробушков, Сергей Иванович Ерёмин, Иван Иванович Зенцов, Юрий Николаевич Мельников, Владимир Васильевич Пономарёв, Виталий Евгеньевич Чернобылов. О каждом воине-афганце писал в своей книге «Афганистан — гордость и боль моя» Олег Геннадьевич Лобанов.
Друг детства Вячеслава Зимина Геннадий Мухаметович Хазиев, депутат Думы городского округа Верх-Нейвинский, вместе с тренером-преподавателем Детско-юношеской спортивной школы им. В. Зимина Вадимом Аркадьевичем Тююшевым изъявили желание установить памятник в честь воинов-земляков. С предложением возвести такое сооружение Геннадий Мухаметович и Вадим Аркадьевич обратились к главе городского округа Елене Сергеевне Плохих и в местную думу и получили одобрение на установку.
Гранитный камень Геннадий Хазиев приобрёл на собственные деньги. Камень был привезён из окрестностей соседнего города Новоуральска (земли бывшей Верх-Нейвинской дачи). Памятная доска была изготовлена на предприятии «Звезда скорби», руководителем которого был Геннадий Викторович Ковалёв. Ещё раньше этим предприятием руководил сам Геннадий Мухаметович.
Торжественное открытие памятника состоялось 1 мая 2015 года при большом стечении жителей посёлка. С обелиска было спущено красное покрывало, прозвучал гимн России. На церемонии открытия памятника поздравили присутствовавших верх-нейвинских ветеранов локальных войн и вручили цветы, которые были возложены к подножью обелиска. Среди присутствовавших на открытии были участники войны в Чечне Максим Кропотухин и Сергей Оплетин. Однажды во время войны земляки неожиданно встретились в городе Грозном, о чём вспомнил Сергей. С тех пор друзья часто встречаются, вспоминают былые военные годы.
В 2018 году площадь Революции была расширена, а к югу от неё заложили дорожки под будущую аллею Славы. Памятник участникам локальных войн оказался на краю небольшой асфальтированной площадки, отделённой от основной части площади мемориалом верхнейвинцам, павшим в годы Великой Отечественной войны.
В последние годы на площадке у памятника проводятся торжественные мероприятия, посвящённые годовщинам вывода советских войск из Афганистана.